# Pseudicius reiskindi
Pseudicius reiskindi is een spinnensoort uit de familie springspinnen (Salticidae). De soort komt voor in Borneo.